# Modernisme (design)
Modernisme is een designstroming en -stijl uit de jaren 1880-1940.

## Herkomst
- Europa

## Hoofdkenmerken
- Onversierde, simpele vormen
- Gladde afwerking
- Minimale opsmuk

## Familie van
- Deutscher Werkbund
- Futurisme
- De Stijl
- Bauhaus
- Constructivisme
- Organic design
- Internationale stijl
- Minimalisme